# Hierarchická organizace
Hierarchická organizace, jednoduše také organizování podniku je způsob uspořádání podniku. Vymezuje vzájemné vztahy lidí a prostředků při plnění určitých cílů. Je založena na vytváření formálních organizačních struktur – mechanismu, který koordinuje a řídí aktivity členů v podniku. Ty umožňují co nejefektivnější fungování podniku. Určují vztahy nadřízený – podřízený, odpovědnost, postup při plnění jednotlivých úkolů atd.
Druhým možným významem je typ organizace, kde kromě funkce nebo role zaměstnance je podstatným znakem jeho hodnost. Příkladem takové hierarchicky řízené organizace může být policie nebo armáda.

## Typy struktur hierarchie

### Funkcionální

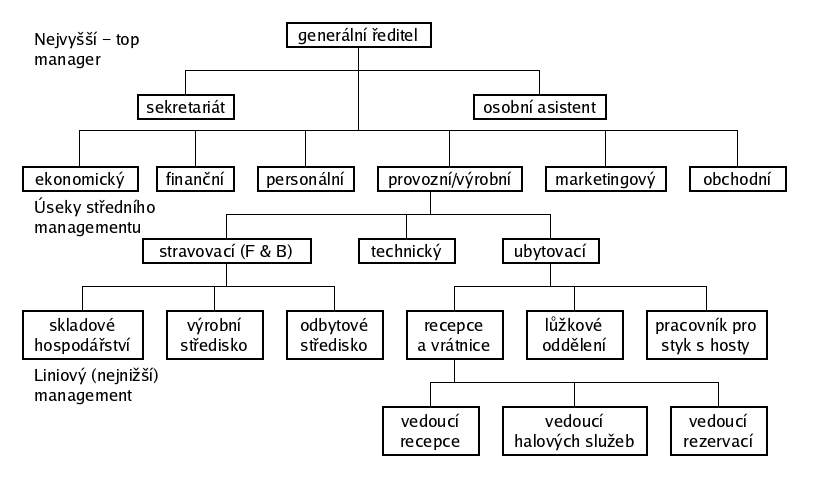
Příklad takové struktury v hotelovém managementu.

Pracovníci jsou rozdělováni do skupin dle podobnosti úkolů, dovedností a aktivit. Významným činitelem je zde specializace a dělba práce. Znalosti pracovníků jsou orientovány do hloubky. Kariéra je dána odborným zaměřením. V rámci jedné organizace je postup jednodušší než při přestupu ke konkurenci. Jako příklad takové struktury může sloužit hotelový management.

### Divizionální/Divizní

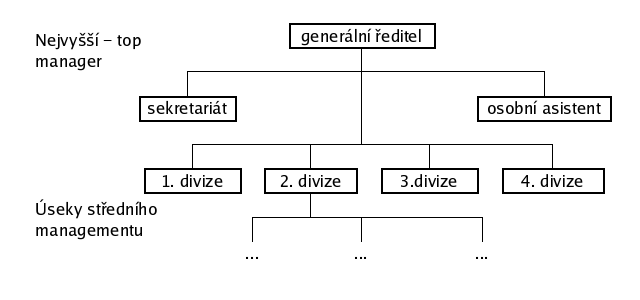
Obecná struktura podniku či organizace rozdělené na divize.

Tato struktura vzniká dělením relativně samostatných divizí (provozoven, dílen, středisek atd.), a to z důvodu odlišnost a zkušenosti zaměstnanců v této struktuře jsou obecné – prac. pracují v jednotlivých divizích, kde se nemohou specializovat do hloubky, je pro ně tedy nutné mít široký okruh vědomostí.

### Maticová

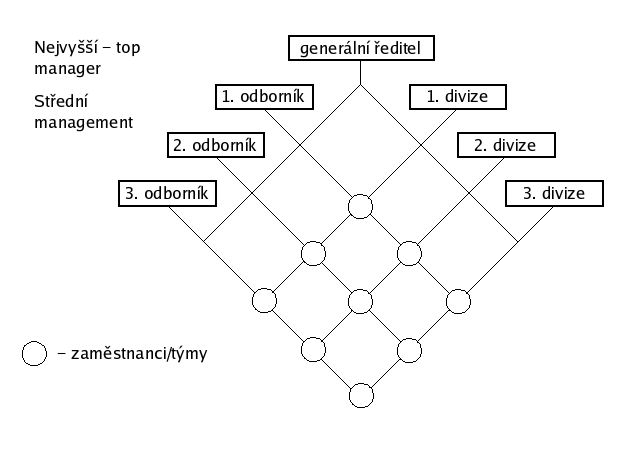
Obecná struktura podniku či organizace, řízené dle maticové struktury.

Maticová struktura (anglicky Matrix structure) spojuje prvky obou předchozích struktur. Zatímco u nich má zaměstnanec vždy pouze jednoho nadřízeného, u této struktury mají dva (kromě středních manažerů, kteří jsou přímo podřízeni generálnímu řediteli). Jeden je obvykle zaměřen odborně a druhý z důvodů uvedených v divizionální struktuře. Zdvojená autorita má však svoje výhody, jako je např. vysoká motivace pracovníků a jejich rozvoj, tak i nevýhody – možný mocenský boj a rozpory mezi vedoucími.